# Trebisht
Trebisht is na de gemeentelijke herinrichting van 2015 een deelgemeente (njësitë administrative përbërëse) van de Albanese stad (bashkia) Bulqizë. Trebisht ligt in de streek Golloborda, waar vanouds Macedoniërs wonen. Er wordt naast Albanees ook Macedonisch gesproken, al raakt deze taal er meer en meer in onbruik.
De kernen van Trebisht zijn Gjinovec, Klenjë, Trebisht-Balaj, Trebisht-Çelebi, Trebisht-Mucinë en Vërnicë.

## Bevolking
Volgens de volkstelling van 2011 telt de deelgemeente Trebisht 993 inwoners, een fikse daling vergeleken met 1.590 inwoners in het jaar 2001. De meeste inwoners zijn etnische Albanezen (95%), maar er wonen ook een paar Macedoniërs/Bulgaren (2%).
Van de 993 inwoners zijn er 255 tussen de 0 en 14 jaar oud, 642 inwoners zijn tussen de 15 en 64 jaar oud en 96 inwoners zijn 65 jaar of ouder.

#### Religie
De islam, vooral het soennisme, is de grootste religie (99%) in Trebisht. Een relatief kleine minderheid is orthodox (vooral woonachtig in het dorp Vërnicë). 
| Plaats   | Bevolking (2011) | Islam (%)  | Katholiek (%) | Orthodox (%) | Bektashisme (%) |
| -------- | ---------------- | ---------- | ------------- | ------------ | --------------- |
| Trebisht | 993              | 979 98,59% | -             | 8 0,81%      | -               |